# Jesus Christ Is Risen Today
Jesus Christ Is Risen Today는 기독교 찬송이다. 이 곡은 원래 14세기에 "Surrexit Christus hodie"라는 제목의 보헤미아 라틴어 찬송가로 쓰였다. 예수의 부활을 언급하는 부활절 찬송으로, 마태복음 28장 6절, 사도행전 2장 32절, 베드로전서 3장 18절, 요한계시록 1장 17-18절을 바탕으로 한 것이다.
이 찬가는 웨슬리가 쓴 예수 부활했으니(Christ the Lord Is Risen Today)라는 곡과는 구별된다.